# Casa Museo Guayasamín de Cáceres
La Casa Museo Guayasamín situada en Cáceres es un centro cultural que forma parte de la Institución Cultural El Brocense dependiente de la Diputación de Cáceres. Representa una extensión, la primera de en Europa, de la Fundación Guayasamín de Quito, consagrada a divulgar la obra del artista ecuatoriano Oswaldo Guayasamín .
Los fondos culturales que se encuentran en su interior forman parte de la colección que durante su vida atesoró el pintor y escultor ecuatoriano y son gestionados por la Fundación que lleva su nombre.